# مرسدس-بنز سی‌ال‌کا جی‌تی‌آر
مرسدس بنز سی‌ال‌کا جی‌تی‌آر (Mercedes-Benz CLK GTR) خودرویی است که در سال‌های ۱۹۹۸–۱۹۹۹ (۳۵ واحد) در آلمان تولید شده‌است. طراحی آن خودروهای موتور وسط عقب-محور عقب بوده است. سیستم جعبه‌دندهٔ آن ۶ دنده به صورت دستی است.